# Oncidium vierlingii
Oncidium vierlingii är en orkidéart som först beskrevs av Karlheinz Senghas, och fick sitt nu gällande namn av Mark W. Chase och Norris Hagan Williams. Oncidium vierlingii ingår i släktet Oncidium och familjen orkidéer. Inga underarter finns listade i Catalogue of Life.